# Anders Alenskär
Anders Jonas Alenskär, född 16 september 1974, är en svensk jurist som sedan 2021 är generaldirektör för Brottsoffermyndigheten.
Alenskär utnämndes 18 november 2010 till rådman i Umeå tingsrätt. Den 19 april 2018 utnämndes han till lagman i Lycksele tingsrätt.  Den 12 augusti 2021 anställdes Alenskär som generaldirektör för Brottsoffermyndigheten med tillträde 1 november.